# Gisela (revista)
Gisela fue una revista peruana de carácter mensual fundada por la conductora de televisión Gisela Valcárcel.

## La revista
En 1993, la animadora de televisión: Gisela Valcárcel, funda Gisela, una revista orientada al público femenino, con temas de moda, negocio, cocina, erotismo, dietas, entrevistas y noticias de espectáculos.
En la portada de la revista, aparecen los principales contenidos, además posa un personaje destacado, el cual en el interior ofrece una extensa entrevista; además incluye una sesión de fotos de este, han posado actores, cantantes e incluso políticos. La revista es anunciada semanas previas a su publicación en distintos periódicos nacionales y en propagandas via televisión.
La revista se vende a nivel nacional y en el transcurso de los años se ha convertido en una de las revistas más populares en el país y una de lás más leídas en Lima Metropolitana (94 000 lectores) y la tercera más leída por las mujeres (79 500 lectoras).
En diciembre de 2008, tras 15 años de circulación, la revista se suspende, bajo un comunicado el cual expresaba que la animadora se dedicaría a su empresa productora y que la revista estará en proceso de renovación.
En noviembre de 2010, la revista es relanzada a cargo de un nuevo equipo editorial y teniendo como columnista a Gisela Valcárcel. Sin embargo, entre enero y marzo de 2012 se suspende por segunda vez su publicación. El 2 de abril reaparece la revista, pero renovada nuevamente.
En 2016 la revista deja de imprimirse tras 34 años de publicación para enfocarse en el mercado digital.

## Eslóganes
- Gisela, tu revista (1995-2016)
- Gisela, para toda América (1993-1994)